# Gentianella angustifolia
Gentianella angustifolia là một loài thực vật có hoa trong họ Long đởm. Loài này được Glenny mô tả khoa học đầu tiên năm 2004.